# Мейджор, Грант
Грант Мейджор (англ. Grant Major; род. 1955, Палмерстон-Норт) — арт-директор и художник-постановщик из Новой Зеландии, который наиболее известен своей работой над фильмами трилогии «Властелин колец». Он получил премию «Оскар» за фильм «Властелин колец: Возвращение короля», в категории «Лучшая работа художника-постановщика».
Раннее знакомство Гранта с производственным дизайном началось, когда он поступил в художественную школу в Окленде после окончания учёбы, после чего он получил работу в местной телевизионной станции в качестве помощника сценографа.

## Номинации на премию «Оскар»
Все они получены за лучшую работу художника-постановщика
- 2002: Номинация на премию за фильм «Властелин колец: Братство Кольца» Поделил с Дэном Хенной. Проиграл фильму «Мулен Руж!»[5].
- 2003: Номинация на премию за фильм «Властелин колец: Две крепости». Поделил с Дэном Хенной и Аланом Ли. Проиграл фильму «Чикаго»[6].
- 2004: Победа за фильм «Властелин колец: Возвращение короля». Поделил с Дэном Хенном и Аланом Ли[7].
- 2006: Номинация за фильм «Кинг-Конг. Поделил с Дэном Хенной и Саймоном Брайтом. Проиграл фильму «Мемуары гейши»[8].
- 2022: Номинация за фильм «Власть пса». Поделил с Эмбер Ричардс. Проиграл фильму «Дюна»[9].

## Фильмография
Художник-постановщик
- «Небесные создания» (1994)
- «Страшилы» (1996)
- «Властелин колец: Братство Кольца» (2001)
- «Властелин колец: Две крепости» (2002)
- «Властелин колец: Возвращение короля» (2003)
- «Кинг-Конг» (2005)
- «Зелёный Фонарь» (2011)
- «Крадущийся тигр, затаившийся дракон: Меч судьбы» (2016)
- «Люди Икс: Апокалипсис» (2016)
- «Мулан» (2020)
- «Власть пса» (2021)
- «Minecraft в кино» (2025)